# Виборчий округ 113
Виборчий округ 113 — виборчий округ у Луганській області. В сучасному вигляді був утворений 28 квітня 2012 постановою ЦВК №82 (до цього моменту існувала інша система виборчих округів). Окружна виборча комісія цього округу розташовується в Сватівському районному молодіжному центрі "Слобожанська духовна криниця імені М. Щепенка" за адресою м. Сватове, пл. 50-річчя Перемоги, 37.
До складу округу входять Білокуракинський, Кремінський, Сватівський, Старобільський, Троїцький та Новоайдарський райони. Округ складається із трьох великих та багатьох маленьких окремих частин, які не межують між собою. Виборчий округ 113 межує з округом 114 на сході і на південному сході, з округами 106, 107 і 112 на півдні, з округом 46 на південному заході, з округом 177 на заході, з округом 176 на північному заході та обмежений державним кордоном з Росією на півночі. Виборчий округ №113 складається з виборчих дільниць під номерами 440065-440077, 440079-440087, 440089-440096, 440134-440149, 440151-440156, 440158-440169, 440257-440283, 440425-440461, 440557-440580 та 440582-440626.

## Народні депутати від округу
| Ім'я                           | Фото | Партія                          | Скликання | Дата набуття повноважень | Дата припинення повноважень |
| ------------------------------ | ---- | ------------------------------- | --------- | ------------------------ | --------------------------- |
| Тихонов Віктор Миколайович     |      | Партія регіонів                 | 7-ме      | 12 грудня 2012           | 27 листопада 2014           |
| Курило Віталій Семенович       |      | самовисуванець                  | 8-ме      | 27 листопада 2014        | 29 серпня 2019              |
| Лукашев Олександр Анатолійович |      | Опозиційна платформа — За життя | 9-те      | 29 серпня 2019           |                             |

## Результати виборів

### Парламентські

#### 2019
Кандидати-мажоритарники:
- Лукашев Олександр Анатолійович (Опозиційна платформа — За життя)
- Сліпець Віта Володимирівна (Слуга народу)
- Струк Володимир Олексійович (самовисування)
- Курило Віталій Семенович (самовисування)
- Рибалко Євген Вікторович (самовисування)
- Полулященко Юрій Едуардович (самовисування)
- Струк Валерій Миколайович (самовисування)
- Живага Микола Олександрович (самовисування)
- Зеленський Олександр Іванович (самовисування)
- Курило Павло Миколайович (самовисування)
- Яременко Олександр Степанович (Батьківщина)
- Капля Ольга Станіславівна (Європейська Солідарність)
- Зеленський Василь Сергійович (самовисування)
- Хруленко Анна Петрівна (самовисування)
- Воловенко Олександра Володимирівна (самовисування)
- Рєуцький Костянтин Сергійович (самовисування)
- Красюк Володимир Федорович (самовисування)
- Ретівова Валентина Іванівна (Патріот)
- Григоренко Юлія Леонідівна (самовисування)
- Мурашко Кирило Олексійович (самовисування)
- Паденко Деніс Ігоревич (самовисування)
- Пащенко Богдан Володимирович (самовисування)

#### 2014
Кандидати-мажоритарники:
- Курило Віталій Семенович (самовисування)
- Голенко Валерій Миколайович (Опозиційний блок)
- Живага Володимир Миколайович (самовисування)
- Рибалко Євген Вікторович (Радикальна партія)
- Сергієнко Леонід Григорович (самовисування)
- Радченко Ігор Олександрович (самовисування)
- Сиротін Володимир Геннадійович (самовисування)
- Кірічок Юрій Олександрович (Сильна Україна)
- Саяпін Ігор Олегович (Свобода)
- Снєгирьов Дмитро Васильович (Народний фронт)
- Красносельський Дмитро Валерійович (Батьківщина)
- Гацько Анатолій Анатолійович (самовисування)
- Вербов Володимир Володимирович (самовисування)
- Морошан Віктор Михайлович (самовисування)

#### 2012
Кандидати-мажоритарники:
- Тихонов Віктор Миколайович (Партія регіонів)
- Юник Володимир Йосипович (Комуністична партія України)
- Слєпцов Микола Миколайович (Батьківщина)
- Шакун Сергій Вікторович (Радикальна партія)
- Ковшов Михайло Геннадійович (УДАР)
- Мілейко Володимир Володимирович (Соціалістична партія України)
- Холопов Олександр Володимирович (Україна — Вперед!)

## Явка
Явка виборців на окрузі: